# Zweiquadrantensteller
Dieser Artikel befindet sich derzeit in der Qualitätssicherung im WikiProjekt Elektrotechnik des Portal Elektrotechnik. Wenn du dich mit dem Thema auskennst, bist du herzlich eingeladen, dich an der Prüfung und möglichen Verbesserung des Artikels zu beteiligen. Der Meinungsaustausch dazu ist in der Diskussion (Artikel „Zweiquadrantensteller“ eintragen) zu finden.
Ein Zweiquadrantensteller ist eine elektronische Schaltung, die zwei verschiedene Gleichstromsteller kombiniert, um die Vorteile beider Bauarten zu nutzen.

## Hintergründe
Prinzipbedingt kann bei einem Gleichstromsteller der Strom nur in eine Richtung fließen (in der anderen Richtung wäre die Diode in Sperrstellung). Kombiniert man einen Tief- und einen Hochsetzsteller, erhält man einen Zweiquadrantensteller, bei dem nicht nur Strom von der Quelle zum Verbraucher, sondern in Gegenrichtung auch vom Verbraucher zurück zur Quelle fließen kann. Diesen Effekt macht man sich beispielsweise bei der elektromotorischen Bremse zunutze, bei der der Antriebsmotor während des Bremsvorgangs als Generator wirkt und die freiwerdende Energie zurück ins Netz einspeist.
Es gibt zwei verschiedene Möglichkeiten, die beiden Gleichstromsteller zu einem Zweiquadrantensteller zu kombinieren. Die Unterschiede liegen in der Flussrichtung der Ströme:
- bei der Parallelschaltung fließt der Antriebsstrom in die eine, der Bremsstrom in die andere Richtung.
- bei der Reihenschaltung fließen Antriebs- und Bremsstrom in die gleiche Richtung.

Die hier gezeigten Grafiken unterscheiden sich in der Anordnung der Bauteile von denen gängiger Lehrbücher und sind an die Grafiken aus dem vorigen Abschnitt angelehnt. Bei der Darstellung wurde Wert darauf gelegt, den Tief- und Hochsetzsteller optisch sichtbar zu machen, nicht die Bauteile in optimaler Leitungsführung darzustellen.

## Parallelschaltung
Ein Tiefsetzsteller wird mit einem Hochsetzsteller parallel geschaltet. Der Hochsetzsteller ist in diesen beiden Grafiken (im Vergleich zu seiner Darstellung weiter oben) horizontal gespiegelt (Spule links, Diode rechts), das heißt sein Eingang wird mit dem Ausgang des Tiefsetzstellers (links) verbunden und umgekehrt. Da beide Spulen nebeneinander liegen würden, kann man sie zu einer Spule zusammenfassen. In hellblau sind jeweils die Bauteile dargestellt, die im jeweiligen Betriebsmodus keine Rolle spielen.

### Wirkung als Tiefsetzsteller (Antrieb)
Im Antriebsmodus spielen nur der Schalter 1 und die untere Diode eine Rolle:
1. Schalter 1 geschlossen („Treiben“, rote Linie): Die Schaltung wirkt wie ein Tiefsetzsteller, der Strom in der Spule steigt an.
2. Schalter 1 geöffnet („Freilauf“, grüne Linie): Der Verbraucher wird aus der Spule versorgt, der Strom in der Spule fällt ab.
3. Beide Schalter geöffnet („Freilauf“, grüne Linie): Dieselbe Wirkung wie Fall 2, da der Schalter parallel zur Diode liegt.
4. Beide Schalter geschlossen: Diese Stellung ist ungültig, da die Spannungsquelle damit kurzgeschlossen ist („heiße Leitung“).

### Wirkung als Hochsetzsteller (Bremsen)
Im Bremsmodus spielen nur der Schalter 2 und die obere Diode eine Rolle:
1. Schalter 2 geöffnet („Rückspeisen“, rote Linie): Der Strom fließt aus dem Verbraucher über die Spule zurück in die Quelle.
2. Schalter 2 geschlossen („Freilauf“, grüne Linie): Der Strom fließt nur über den Schalter 2, der Strom in der Spule steigt an.
3. Beide Schalter geöffnet („Rückspeisen“, rote Linie): Dieselbe Wirkung wie Fall 1, da der Schalter parallel zur Diode liegt.
4. Beide Schalter geschlossen: Diese Stellung ist ungültig, da die Spannungsquelle damit kurzgeschlossen ist („heiße Leitung“).

Merke: Der Strom fließt in den beiden Betriebsmodi durch Quelle und Verbraucher in jeweils unterschiedlicher Richtung. Ein „Rückwärtsfahren“ durch Umpolen der Quelle ist deshalb nicht möglich. Antriebs- und Bremskräfte wirken in entgegengesetzter Richtung. Diese Art der Schaltung kommt bei elektrischen Fahrzeugen wie Elektrolokomotiven zum Einsatz.

## Reihenschaltung
Ein Tiefsetzsteller (linker gelber Bereich) wird mit einem Hochsetzsteller (rechter gelber Bereich) in Reihe geschaltet. Auch bei dieser Schaltung können die beiden Spulen zu einer zusammengefasst werden (ob die Spule nun links oder rechts vom Verbraucher liegt, spielt keine Rolle).

### Wirkung als Tiefsetzsteller (Antrieb)

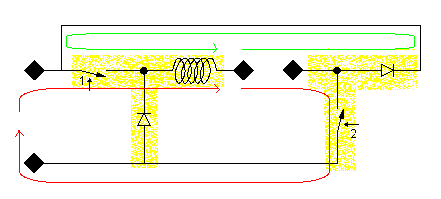

Im Antriebsmodus muss Schalter 1 immer geschlossen sein:
1. Beide Schalter geschlossen („Treiben“, rote Linie): Der Verbraucher wird über die Quelle versorgt, der Strom in der Spule steigt an.
2. Schalter 1 geschlossen, 2 geöffnet („Freilauf“, grüne Linie): Der Verbraucher wird aus der Spule gespeist, der Strom in der Spule fällt ab.
3. Schalter 2 geschlossen, 1 geöffnet: Beide Dioden liegen in Sperrstellung (kein Stromfluss möglich).
4. Beide Schalter geöffnet: Beide Dioden liegen in Sperrstellung (kein Stromfluss möglich).

### Wirkung als Hochsetzsteller (Bremsen)

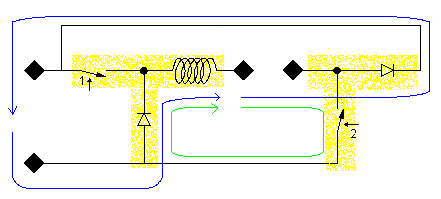

Im Bremsmodus darf höchstens ein Schalter geschlossen sein:
1. Beide Schalter geöffnet („Rückspeisen“, blaue Linie): Der Strom fließt vom Verbraucher zurück zur Quelle.
2. Schalter 2 geschlossen, 1 geöffnet („Freilauf“, grüne Linie): Der Strom fließt nur über die Spule, der Strom in der Spule steigt an.
3. Schalter 1 geschlossen, 2 geöffnet („Freilauf“, nicht eingezeichnet): Dieselbe Wirkung wie in Fall 2, nur dass der Strom über die obere Leitung fließt.
4. Beide Schalter geschlossen. Diese Stellung ist ungültig. Es fließt kein Strom.

Merke: Der Strom fließt durch die Quelle in unterschiedlicher Richtung, durch den Verbraucher aber immer in gleicher Richtung. Dadurch wirken Antriebs- und Bremskräfte in die gleiche Richtung. Diese Art der Schaltung kommt z. B. bei Aufzügen zum Einsatz, wenn bei der Aufwärtsfahrt der Antrieb nach oben wirken soll und bei der Abwärtsfahrt die Bremse ebenfalls nach oben wirken soll.